# Цитрат аммония
Цитрат аммония (аммоний лимоннокислый) — органическое соединение, соль иона аммония {\displaystyle {\ce {NH4+}}}и органической лимонной кислоты {\displaystyle {\ce {C6H8O7}}}  c брутто-формулой {\displaystyle {\ce {C6H17N3O7}}}. Используется в пищевой промышленности в качестве антиоксиданта E380, а также для других целей.

## Физические свойства
| Цвет             | Белые кристаллы или порошок |
| Растворимость    | Растворим в воде, этаноле   |
| Гигроскопичность | Очень гигроскопичен         |

### Внешний вид
Трехосновный цитрат аммония — полупрозрачное кристаллическое вещество.

### Запах
Вещество обладает лёгким запахом аммиака.

### Вкус
Вещество обладает выраженным кислым вкусом.

### Гигроскопичность
Цитрат аммония является очень гигроскопичным веществом.

## Химические свойства
Промышленный способ получения цитрата аммония — пропускание аммиака через лимонную кислоту:
{\displaystyle {\ce {C6H8O7 + NH3 -> (NH4)3C6H5O7}}}
Цитрат аммония — термически неустойчивое вещество. При нагревании свыше 185 °C происходит выделение аммиака (обладает удушающим эффектом):
{\displaystyle {\ce {(NH4)3C6H5O7 ->[t >185] C6H8O7 + NH3 ^}}}
В организме человека цитрат аммония гидролизуется:
{\displaystyle {\ce {(NH4)3C6H5O7 + H2O <=> C6H8O7 + NH4OH}}}

## Нормативы
Ввиду гигроскопичности, цитрат аммония транспортируют в мешках-вкладышах ПЭ (толщиной 0.08 мм).
Ввиду неустойчивости к нагреванию, к веществу применены такие международные нормативы:
| Степень опасности             | GHS07                   |
| Обозначение опасности         | Warning                 |
| Транспортные классы опасности | H315-H319-H335          |
| Меры предосторожности         | P261-P305 + P351 + P338 |

## Применение
Цитрат аммония известен, как пищевая добавка — антиоксидант E380.
Безопасность для здоровья человека и широкий спектр технологических функций позволяет использовать пищевую добавку E-380 в производстве продуктов питания. Цитраты аммония вводят в состав:
- плавленых сыров (для регулировки вкуса)
- хлебобулочных, кондитерских изделий (для контроля pH)
- молока
- джемов
- соков (включая соки для детей)

Трехосновный цитрат аммония также используется для химического анализа (определение pH воды), активно используется в нефтедобывающей промышленности. Нашел своё применение в аналитической химии, как качественный реактив фосфата в кислых почвах. 

## Влияние на человека
Допустимая суточная норма для Е380 не ограничена. При попадании в организм цитрат аммония распадается на нашатырный спирт ({\displaystyle {\ce {NH4OH}}}) и лимонную кислоту ({\displaystyle {\ce {C6H8O7}}}). Аммоний лимоннокислый разрешен к применению в пищевой промышленности в странах ЕС, кроме Германии (вещество недостаточно изучено), в РФ исключены из перечня разрешенных для использования в пищевой промышленности за ненадобностью. Людям с аллергической реакцией на глутамат натрия нежелательно употребление цитрата аммония.